# Robliza de Cojos
Robliza de Cojos település Spanyolországban, Salamanca tartományban. Robliza de Cojos Matilla de los Caños del Río, Aldehuela de la Bóveda, Tabera de Abajo, Canillas de Abajo és Calzada de Don Diego községekkel határos. Lakosainak száma 187 fő (2024).

## Népesség
A település népessége az elmúlt években az alábbi módon változott:
| Lakosok száma | 208  | 223  | 230  | 233  | 244  | 224  | 201  | 198  | 199  | 187  |
|               | 2001 | 2004 | 2007 | 2009 | 2012 | 2014 | 2017 | 2019 | 2022 | 2024 |